# Szeizmika

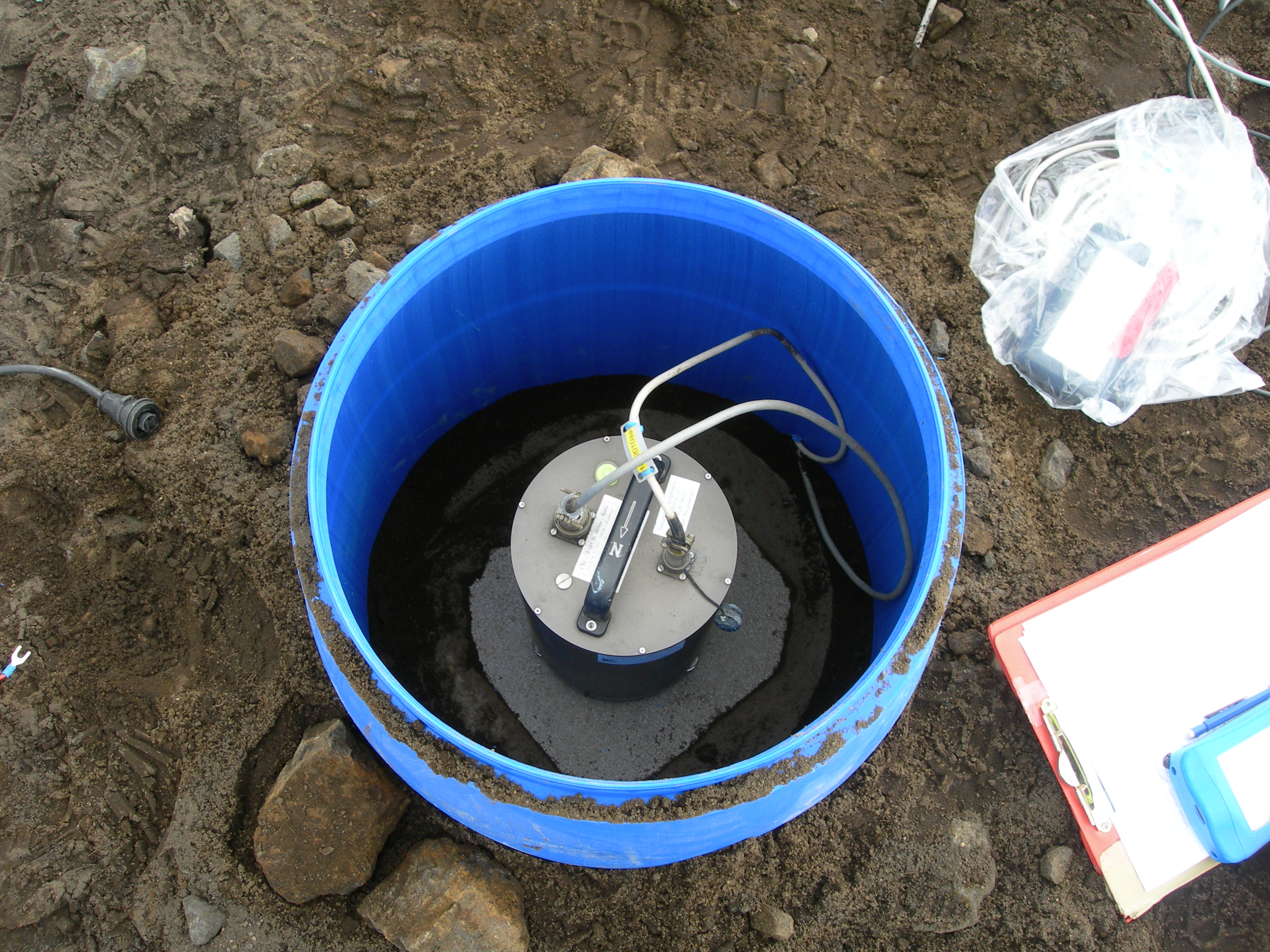
Ideiglenes szeizmikai mérőállomás Izlandon

A szeizmika a földrengéstan alkalmazott tudományi változata. A gyakorlati geofizikai kutatómódszerek leggyakrabban alkalmazott válfaja, melynek célja az altalaj, illetve a felszín alatti rétegek, kőzettestek jellegének, elhelyezkedésének és szerkezetének feltárása rugalmas hullámok keltésével és a keltett hullámoknak a mélyből a felszínre visszajutó részének regisztrálásával. A szeizmikát leggyakrabban a szénhidrogén-kutatásban alkalmazzák, de más nyersanyagkutatási ágazatokban, illetve a mélyszerkezet kutatásában is nagy jelentősége van. Alkalmazzák mérnökgeofizikai, illetve régészeti geofizikai módszerként is, ekkor főként a felszínközeli térrész a vizsgálat célja. A szeizmikát a szeizmológiától az különbözteti meg, hogy vizsgálatai céljából mesterséges hullámokat kelt – általában robbantással vagy döngöléssel –, vizsgálatai általában a földkéregre terjednek csak ki.

## A szeizmikus kutatás munkafázisai
A szeizmikus kutatás alapvetően három fázisra osztható:
- a szeizmikus mérés végrehajtása
- a mért szeizmikus anyag feldolgozása
- a szeizmikus szelvények, eredmények kiértékelése és az eredmények földtani interpretációja.

Elképzelhető, hogy ezek a munkafázisok időben és térben igencsak elkülönülnek egymástól (pl. más kutatók vagy cégek végzik), sőt az is elég gyakori, hogy egy korábban felvételezett (pl. archív) szeizmikus anyagot újrafeldolgoznak (mert pl. a feldolgozási technika időközben érdemben javult) és/vagy az eredményeket újraértelmezik (mert pl. új földtani információ került napvilágra).

## A szeizmikus módszerek csoportosítása
A szeizmikus módszereket csoportosíthatjuk a mérendő jel jellege alapján, illetve a rugalmas hullámok keltésének helye, illetve közege alapján:
- reflexiós szeizmikáról beszélünk, ha a visszavert rugalmas hullámok alapján képezzük le a vizsgálandó térrészt
- refrakciós szeizmikának nevezzük azt az eljárást, amikor a refraktált rugalmas hullámok beérkezési idejéből következtetünk az alsóbb rétegek elhelyezkedésére és a sebességviszonyokra.

A jel keltésének helye alapján megkülönböztethetünk
- felszíni szeizmikát (itt mind a jelkeltés, mind az észlelés a felszínen történik),          valamint
- szeizmikus tomográfiát, illetve vertical seismic profiling (VSP) módszert, amikor a jelkeltés fúrólyukban történik.

A jelkeltés közege alapján beszélünk
- szárazföldi    és
- vízi (tengeri, tavi, folyóvízi) szeizmikáról.

A megkülönböztetés mind a jel keltésében, mind az észlelésben, mind pedig a feldolgozásban meglévő lényeges eltérések miatt fontos.

## Ajánlott irodalom
Drahos Dezső – Kis Károly – Meskó Attila – Salát Péter: Bevezetés a gyakorlati geofizikába. 4. rész, Szeizmikus kutatási módszerek. Tankönyvkiadó, Budapest, 1987.